# Даверио
Давѐрио (на италиански: Daverio; на ломбардски: Devé, Деве) е малко градче и община в Северна Италия, провинция Варезе, регион Ломбардия. Разположено е на 327 m надморска височина. Населението на общината е 3088 души (към 2017 г.).